# 立川八百蔵
立川 八百蔵（たてかわ やおぞう、生没年不詳）は、19世紀末から20世紀初頭に活動した上方噺家。本名: 加藤 市松。

## 来歴・芸風
出生地不明。幕末？明治初年頃？から初代笑福亭松鶴の門下になる。初代松鶴にとって晩年の弟子で、初名を笑福亭八百蔵といわれる。のちに当時人気を二分していたといわれる初代笑福亭福松と一門の序列で不和になり飛び出し上京した。初代福松没後は帰阪したが一門に戻らず立川八百蔵と改名。生涯立川八百蔵を名乗った。
講釈師と兼業の時もあったが、晩年は端席や慰問・慈善活動が中心だった。
1921年の花月（吉本興業部）および1923年の反対派（岡田興業部）の連名名簿に名前がありこの頃まで存命であった。